# Marqueur tumoral
Pour les articles homonymes, voir Marqueur.

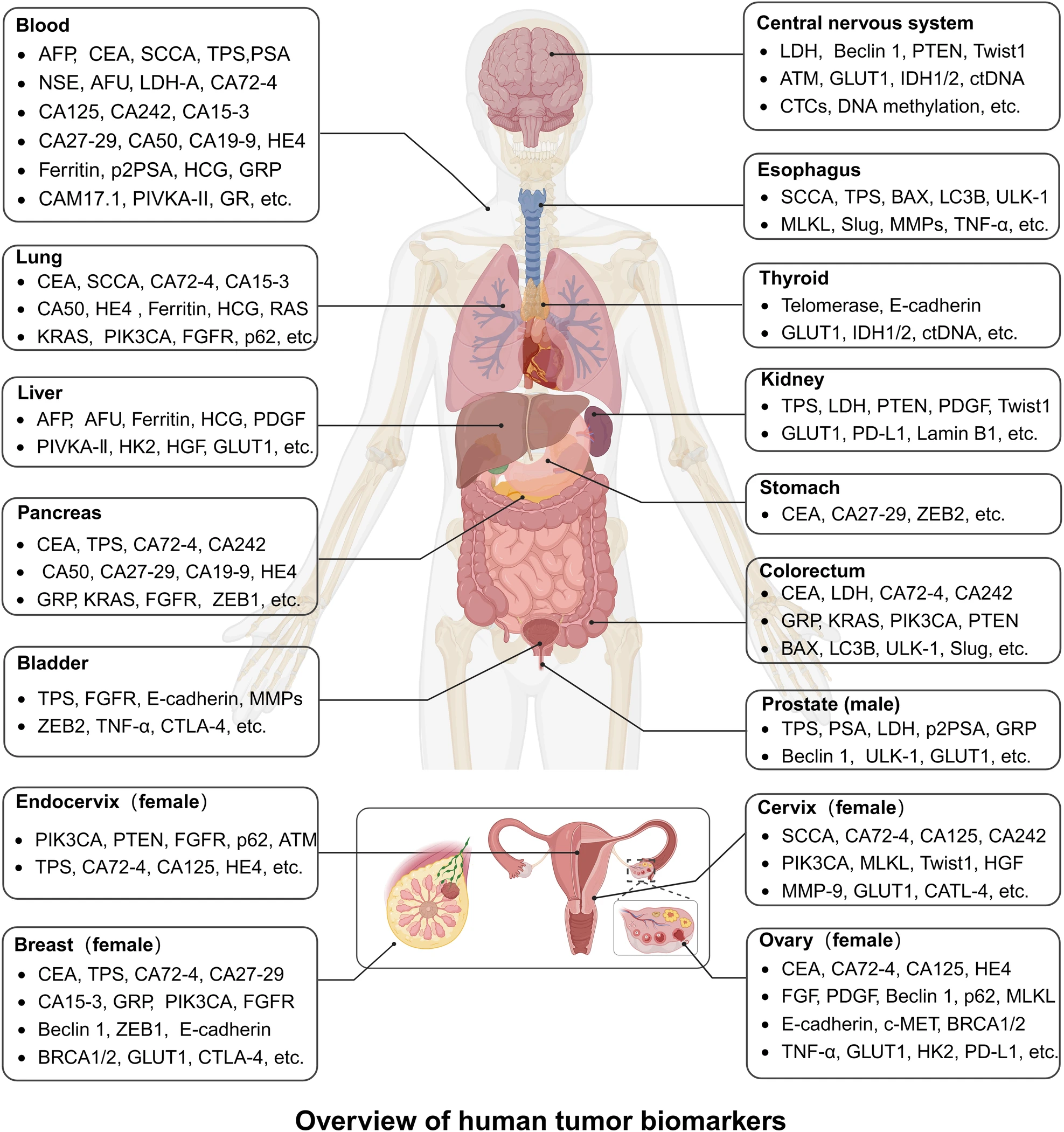
Schéma génèrale des marqueurs tumoraux humains

Un marqueur tumoral est une molécule qui peut être identifiée afin d’aider à diagnostiquer une tumeur.
L'augmentation d'un marqueur tumoral dans le sang n'est pas toujours synonyme de présence ou évolution d'un cancer car ces marqueurs pourraient être élevés dans certaines maladies non cancéreuses, donc, en général, les marqueurs tumoraux ne sont ni spécifiques ni sensibles pour le diagnostic d'un cancer. Malgré leur rôle limité dans le diagnostic de cancer, ils peuvent être utiles pour détecter la récidive d'une maladie cancéreuse après le traitement initial, ou pour surveiller l'efficacité thérapeutique.

## Introduction
Les biomarqueurs sont désignés comme « une molécule biologique présente dans le sang, d’autres fluides corporels ou des tissus qui est le signe d’un processus normal ou anormal, ou d’un état ou d’une maladie. Un biomarqueur peut être utilisé pour mesurer la réponse à un traitement  pour une maladie ou une affection , selon le National Cancer Institut National du Cancer des USA. Les biomarqueurs tumoraux existent dans les tissus tumoraux ou les fluides corporels tels que le sang, l'urine, les selles, la salive, et sont produits par la tumeur ou par la réponse du corps à la tumeur. L'objectif du domaine des biomarqueurs tumoraux est de développer des biomarqueurs sensibles, spécifiques, fiables, des stratégies de détection et de surveillance rentables, reproductibles et puissantes pour l'indication du risque tumoral, la surveillance des tumeurs et la classification des tumeurs afin que les patients puissent recevoir le traitement le plus approprié et que les médecins puissent surveiller la progression, la régression et la récidive des tumeurs.

## Historique
En 1847, Henry Bence-Jones a décrit la présence d'une grande quantité de protèines provenant de l'urine d'un patient atteint de myélome multiple et l'a nommé BJP (Protéinurie de Bence-Jones), le premier biomarqueur tumoral biochimique décrit en médecine. La surveillance de la  protéinurie de Bence-Jones (En fait la recherche d'immunoglobuline) dans les urines est devenue l'un des paramètres liés au diagnostic et au pronostic du myélome multiple. La découverte du  de la  protéinurie de Bence-Jones marque le début de la recherche sur les biomarqueurs tumoraux. Par la suite, des hormones, des isozymes et d’autres biomarqueurs tumoraux présentant des anomalies lors de l’apparition et du développement des tumeurs ont été découverts.
En 1927, Selmar Ashheim et Bernhard Zondek ont découvert une substance stimulant les gonades : la gonadotrophine chorionique humaine dans le sang et l'urine des femmes enceintes. Plus tard, la gonadotrophine chorionique humaine a été identifiée comme un biomarqueur tumoral, fréquemment associé à la maladie trophoblastique gestationnelle et la tumeur testiculaire à cellule germinale.
En 1959, la lactate déshydrogénase, la première « isoenzyme », a été découverte dans le cœur bovin par Clement L Markert de l’Université Johns Hopkins et de nombreuses preuves cliniques ont ensuite démontré que la lactate déshydrogénase était un facteur pronostique essentiel. pour différentes tumeurs.
En 1962, Meador a découvert que certaines tumeurs produisaient spontanément des substances de type hormone adrénocorticotrope, qui entravaient le mécanisme normal de sécrétion de l'hormone adrénocorticotrope et induisaient des anomalies métaboliques dominées par l'hypokaliémie.
En en 1963 , les avancées significatives sont venues de GI Abelev, connu pour sa découverte  selon laquelle des souris inoculées avec des cellules cancéreuses du foie peuvent synthétiser lalpha-fœtoprotéine. L'alpha-fœtoprotéine a été utilisée comme biomarqueur dans le dépistage clinique, le diagnostic, la prédiction et l'évaluation du traitement du carcinome hépatocellulaire.
En 1965, Goldenberg et Freeman ont découvert que l'antigène carcinoembryonnaire dans la muqueuse du côlon fœtal a joué un rôle crucial dans le diagnostic des tumeurs et l’évaluation du pronostic du cancer du poumon , du cancer du sein, du cancer des ovaires , du cancer colorectal  etc. La découverte de l’alpha-fœtoprotéine et de l'antigène carcinoembryonnaire  a favorisé l’application clinique des biomarqueurs tumoraux. Cependant, l'application de l'antigène carcinoembryonnaire comme biomarqueur tumoral a ensuite été contestée  en 1971. La mesure dans le sérum ou le plasma de 674 patients hospitalisés par dosage radio-immunologique  a permis de constater que le niveau d’expression de l'antigène carcinoembryonnaire était élevé dans le sérum de patients atteints d’une multitude de maladies, mais non spécifiques au cancer.

## Marqueurs sanguins

### Alpha-fœtoprotéine
L' alpha-fœtoprotéine, découverte pour la première fois en 1956 par Bergstrand Czar, est une glycoprotéine à chaîne unique contenant 3 à 5 % de glucides. Codée par le gène AFP situé dans le bras q du chromosome 4 (4q25), l'alpha-fœtoprotéine est membre de la famille superfamille de gène albuminoïdes. Comme les séquences d'acides aminés de l'alpha-fœtoprotéine et de l'albumine sont très similaires et hautement homologues, l'alpha-fœtoprotéine est considérée comme un analogue de l'albumine sérique pendant la période fœtale et constitue la principale protéine de la circulation fœtale. 18 mois après la naissance, la synthèse d'albumine augmente progressivement et la concentration d'alpha-fœtoprotéine diminue progressivement. La concentration d'AFP dans le sérum d'un adulte sain est inférieure à 10 μg/L.
L'alpha-fœtoprotéine est actuellement le biomarqueur tumoral le plus largement utilisé pour le cancer hépatique et est utilisé depuis plus de 60 ans. Une alpha-fœtoprotéine élevée peut être observée chez environ 80 % des patients atteints de cancer hépatique,. Ainsi, l'alpha-fœtoprotéine est actuellement utilisée pour le dépistage du cancer du foie, en particulier en Chine, au Japon, en Afrique et en Alaska. La communauté académique internationale recommande de limiter la valeur de référence de l'alpha-fœtoprotéine à 20 μg/L. De plus, le cancer du foie à un stade précoce est fréquemment détecté par la détection de l'alpha-fœtoprotéine combinée à l'échographie. Le pronostic tumoral et le suivi du traitement sont des 
applications supplémentaires pour l'alpha-fœtoprotéine. Chez les patients atteints de cancer du foie, une forte augmentation de l'alpha-fœtoprotéine indique une récidive tumorale ou des métastases. Un alpha-fœtoprotéine supèrieure à  200 μg/L après la chirurgie indique une ablation incomplète ou une métastase. Néanmoins, les niveaux d'alpha-fœtoprotéine ne constituent pas le critère diagnostique du cancer du foie. Environ 40 % des patients atteints d'un cancer du foie à un stade précoce expriment des taux d'alpha-fœtoprotéine normaux. L'élévation des taux d'alpha-fœtoprotéine est observée chez les patients atteints de maladies hépatiques chroniques, dont environ 20 % des patients atteints d'hépatite et 40 % des patients atteints de cirrhose.

### Antigène carcino-embryonnaire
L'antigène carcino-embryonnaire a été extrait pour la première fois de tissus de cancer colique humains et de tissu intestinal embryonnaires en 1965, d'où son nom.148 L'antigène carcino-embryonnaire appartient à une famille de glycoprotéines présentes à la surface des cellules et son gène est situé sur le chromosome 19q.157. La production de l'antigène carcino-embryonnaire dans le tube digestif commence au début du stade fœtal (semaines 9 à 13). En plus des tissus adultes normaux tels que le côlon, l’estomac, le col de l’utérus, les glandes sudoripares et la prostate, l'antigène carcino-embryonnaire est fortement exprimé dans diverses tumeurs.
En tant que biomarqueur tumoral à large spectre, l'antigène carcino-embryonnaire est élevé dans 70 % des cancers colorectaux, 55 % des cancers du pancréas, 50 % des cancers gastriques, 45 % des cancers du poumon, 40 % des cancers du sein, 40 % des carcinomes de l'urètre et 25 % des patientes atteintes d'un cancer de l'ovaire,,. Les taux sériques d'antigène carcino-embryonnaire sont proportionnels à la charge tumorale. En conséquence, l'antigène carcino-embryonnaire est appliqué pour faciliter le diagnostic, déterminer le pronostic, surveiller la récidive et évaluer l’efficacité thérapeutique chez les patientes atteintes d’un cancer. Chez les patientes atteintes d’un cancer du sein, l'antigène carcino-embryonnaire est l’un des biomarqueurs les plus fréquemment utilisés dans le diagnostic, le pronostic et la prédiction. de survie pour différents sous-types moléculaires du cancer du sein. Chez les patientes atteintes de cancer colique, le niveau d'antigène carcino-embryonnaire est un biomarqueur pronostique et diagnostique significatif. Les niveaux d'antigène carcino-embryonnaire prédisent le taux de survie à 5 ans des patients : 69 % des patients ont un niveau d'antigène carcino-embryonnaire. A inférieur à 5 ng/mL, 44 % ont un niveau de 5 à 200 ng/mL et seulement 7 % ont un niveau égal ou égal à 5 ng/mL. supérieur à 200 ng/mL. Le niveau élevé d'antigène carcino-embryonnaire a également une incidence sur le mauvais pronostic et la progression des patients atteints d'adénocarcinome du poumon avec mutation du gène du récepteur du facteur de croissance épidermique  et des patients atteints d'un cancer gastrique avec métastases ganglionnaires. De plus, l'antigène carcino-embryonnaire est également utilisé pour l'évaluation de l'efficacité et la récidive. détection après le traitement de la tumeur.
Néanmoins, l'antigène carcino-embryonnaire manque d’une bonne sensibilité et spécificité, ce qui le rend inapproprié pour le dépistage des tumeurs. Une combinaison d'antigène carcino-embryonnaire avec d’autres biomarqueurs pourrait améliorer son importance réelle dans la pratique clinique.

### Antigène du carcinome épidermoïde
L'antigène du carcinome épidermoïde (Squamous cell carcinoma antigen ou SCCA) a été isolé pour la première fois à partir du tissu du carcinome épidermoïde cervical par Kato et Torigoe dans les années 1970 . Initialement, l'antigène du carcinome épidermoïde était utilisé comme biomarqueur tumoral pour le cancer du col de l'utérus et il présente une valeur indépendant élevé. valeur dans le cancer du col de l'utérus.
Le taux sérique de l'antigène du carcinome épidermoïde est en corrélation avec le stade, le degré d'invasion, la récidive et la progression du cancer du col de l'utérus. Les patientes atteintes d'un cancer du col de l'utérus présentant un taux élevé d' antigène du carcinome épidermoïde sérique avant le traitement présentent un risque de décès plus élevé que patients présentant un faible taux sérique d'antigène du carcinome épidermoïde . Le seuil de prétraitement de l'antigène du carcinome épidermoïde allant de 1,1 à 40,0 ng/mL est lié à la récidive et au décès,. Des recherches ultérieures ont révélé que l'antigène du carcinome épidermoïde existe dans les tumeurs de la bouche, du pharynx, de l'œsophage, des poumons et d'autres tissus. En particulier, des niveaux élevés d'antigène du carcinome épidermoïde ont été trouvés dans plusieurs antigènes du carcinome épidermoïde, notamment le cancer du poumon, le cancer de l'œsophage et le cancer du système génito-urinaire en plus du cancer du col de l'utérus, ce qui suggère son rôle essentiel dans le diagnostic et le pronostic de ces cancers. En outre, des taux sériques élevés d'antigène du carcinome épidermoïde est associé à l’effet thérapeutique de la chimiothérapie postopératoire dans le carcinome épidermoïde de l’œsophage et au stade de métastase ganglionnaire dans le carcinome épidermoïde de la tête et du cou. L'antigène du carcinome épidermoïde a également été largement utilisé comme l’un des  biomarqueurs tumoraux pour surveiller le cancer bronchique non à petites cellules et prédire la réponse des patients à la chimiothérapie combinée au platine, et le taux sérique de l'antigène du carcinome épidermoïde reflètent avec précision l'état de survie des patients. Malgré sa sensibilité limitée dans les tests de routine, l'antigène du carcinome épidermoïde reste un biomarqueur diagnostique et pronostique précieux dans les cancers.

### Antigène tissulaire spécifique du polypeptide
L'antigène tissulaire spécifique du polypeptide (Tissue polypeptide-specific antigen ou TPS) est un antigène de la kératine cellulaire des filaments intermédiaires de type I du cytosquelette d'actine. L'antigène tissulaire spécifique du polypeptide est synthétisé dans les phases S et G2 du cycle cellulaire, et le niveau d'antigène tissulaire spécifique du polypeptide dans le sérum indique spécifiquement l'activité proliférative des cellules. Les taux d'antigène tissulaire spécifique dépendent principalement du nombre de cellules en phase de prolifération plutôt que du nombre total de cellules tumorales, ce qui est différent des autres biomarqueurs tumoraux.
Les taux sériques d'antigène tissulaire spécifique sont sensiblement augmentés dans les tumeurs multiples, telles que celles de l'endomètre, cancer colorectal, cancer de la vessie,cancer bronchique , cancer de la peau, carcinome de l'urètre masculin, cancer de la prostate, cancer du pancréas, cancer gastrique, cancer de l'œsophage, neuroblastome et néphroblastome. Ainsi, l'antigène tissulaire spécifique a été utilisé comme biomarqueur de tumeur sérique. En raison de son manque de sensibilité et de spécificité d’organe, la principale application de l'antigène tissulaire spécifique est de surveiller l’efficacité du traitement et de prédire la progression et la récidive de la tumeur, plutôt que son utilité diagnostique. Chez les patientes atteintes d’un cancer du sein, des taux sériques élevés de l'antigène tissulaire spécifique pourraient prédire des métastases à distance après le traitement et sont reconnus comme un facteur pronostique indépendant de la survie sans maladie et de la survie globale des patientes. Dans le cancer gastrique, l'antigène tissulaire spécifique du polypeptide est utilisé pour surveiller le réponse au traitement palliatif des patients avec un taux de détection de 75 %. Le rôle clinique potentiel de l'antigène tissulaire spécifique du polypeptide dans le pronostic du cancer colorectal a également été démontré.
Les niveaux d'antigène tissulaire spécifique du polypeptide peuvent changer en réponse à certaines conditions pathologiques et physiologiques, telles que la pancréatite chronique, la cirrhose du foie, l'ovulation et l'état de la ménopause. Ainsi, l'antigène tissulaire spécifique du polypeptide en combinaison avec d’autres facteurs pronostiques est nécessaire pour améliorer l’utilisation clinique des taux sériques de l'antigène tissulaire spécifique du polypeptide pour prédire le pronostic des patients et faciliter l’individualisation du traitement des patients atteints de cancer. D’autres études cliniques sont nécessaires pour déterminer pleinement l’utilité de l'antigène tissulaire spécifique du polypeptide seul ou dans combinaison. En conclusion, l'antigène tissulaire spécifique du polypeptide a une valeur unique dans la prédiction de la récidive et des métastases, le suivi du traitement et l’évaluation pronostique chez les patients atteints de cancer.

### Antigène spécifique de la prostate
L'antigène spécifique de la prostate, une enzyme libérant de la sérine protéine kinase spécifiquement sécrétée par les cellules épithéliales de la prostate, est codé par le gène spécifique de la prostate, la kallikréine 3, qui fait partie de la famille des kallikréines tissulaires. L'antigène spécifique de la prostate a été identifié pour la première fois à la fin des années 1970 . Les taux sériques élevés d'antigène spécifique de la prostate est le témoin de pathologie de la prostate, notamment la prostatite, l'hyperplasie bénigne de la prostate  et le cancer de la prostate,. Pour le diagnostic précoce du cancer de la prostate, la valeur seuil positive du PSA sérique est supérieure à 10 ng/mL. En 1986, l'antigène spécifique de la prostate a été approuvé par la FDA comme test complémentaire pour la détection du cancer de la prostate chez les hommes de plus de 50 ans,. Par la suite, en 1994, l'antigène spécifique de la prostate a été approuvé par la FDA comme biomarqueur diagnostique. Plus tard, le PSA est devenu populaire dans la détection du cancer de la prostate et la prise en charge des patients, y compris le dépistage, la stratification du risque de récidive, la surveillance après le diagnostic et le traitement de suivi. L'antigène spécifique de la prostate total se compose essentiellement d'antigène spécifique de la prostate libre et d'antigène spécifique de la prostate lié, et le pourcentage le plus élevé d'antigène spécifique de la prostate libre est lié au plus faible risque de cancer. Des études ont montré qu'un pourcentage d'antigène spécifique de la prostate libre supérieur à 25 % indique que le risque de cancer est inférieur à 10 %, mais qu'un pourcentage de PSA libre inférieur à 10 % signifie que le risque de cancer est d'environ 50 %.
Cependant, l'antigène spécifique de la prostate a une faible spécificité de 20 à 40 % dans le diagnostic du cancer de la prostate. Certaines pathologies non cancéreuses comme une inflammation, un traumatisme ou une hyperplasie bénigne de la prostate peuvent également élever le taux d'antigène spécifique de la prostate, ce qui entraîne un taux élevé de faux positifs. En outre, l'antigène spécifique de la prostate est incapable de différencier les formes indolentes et agressives de cancer de la prostate, qui peuvent ignorer un cancer de la prostate agressif avec de faibles taux sériques initiaux d'antigène spécifique de la prostate,. Tous les facteurs susmentionnés font du cancer de la prostate aujourd’hui un cancer « surdiagnostiqué » et « surtraité ».

### Enolase neurospécifique
L'énolase neurospécifique, un membre de la superfamille des gènes des énolases dans la glycolyse, a été identifiée en 1965 comme une enzyme présente chez les neurones et les cellules neuroendocrines périphériques,. L'énolase neurospécifique se compose de cinq isoenzymes dimères avec trois sous-unités différentes, α, β et γ, et est un signe de différenciation neuronale mature. La prolifération cellulaire s'accélère en réponse à la transformation oncogène dans les neurones centraux ou périphériques, accompagnée d'une glycolyse accrue et d'une expression élevée de d'énolase neurospécifique.
Par conséquent, l'énolase neurospécifique joue un rôle central dans le diagnostic, le pronostic et l’évaluation de l’efficacité du traitement dans les cancers d’origine neuronale et neuroendocrinienne,. De plus, une énolase neurospécifique élevée est également observé dans les cancers du poumon qui ont des propriétés neuroendocriniennes. On pense actuellement que le l'énolase neurospécifique sérique est un biomarqueur cliniquement potentiel pour la stadification, le suivi du traitement et la prévision des rechutes du cancer du poumon,. Il est intéressant de noter que l'énolase neurospécifique exerce également une fonction importante dans le cancer du poumon. Une analyse de  patients atteints d'un cancer du poumon avancé et métastatique a montré que les patients présentant un niveau élevé d'énolase neurospécifique (≥26,1 ng/mL) ont une survie sans progression et une survie globale significativement plus courtes que les patients présentant un faible niveau d'énolase neurospécifique. En outre, une augmentation des taux sériques d'énolase neurospécifique est observée chez 30 à 69 % des patients atteints d'un cancer du poumon, ce qui est conforme à une étude portant sur des patients atteints d'un cancer du poumon qui montre qu'un taux élevé d'énolase neurospécifique (> 12,5 ng/mL) est un pronostic de mauvais résultats. Ainsi, le taux sérique d'énolase neurospécifique est un biomarqueur prédictif de la réponse au traitement du cancer et un facteur pronostique indépendant.

### Fucosidase
La fucosidase alpha (AFU), composée de deux isoformes, fucosidase alpha 1 et fucosidase alpha 2, codées respectivement par les gènes FUCA1 et FUCA2, est une enzyme lysosomale qui élimine les résidus terminaux α-l-fucose des glycoprotéines. La fucosidase alpha est impliquée. dans le métabolisme des glycoprotéines, des glycolipides et des oligosaccharides, et est largement distribué dans les tissus humains et le sang. Le taux sérique de fucosidase alpha reste faible dans des circonstances normales.
Bien que le taux sérique de fucosidase alpha augmente rapidement à mesure que les tumeurs attaquent l'organisme, son niveau est étroitement lié au stade et à la taille de la tumeur. De nombreuses études ont montré que la fucosidase alpha est l'un des biomarqueurs les plus précieux pour la détection du cancer du foie, avec une sensibilité et une sensibilité de 85 % et une spécificité de 91 %,. 85 % des patients atteints de cancer du foie peuvent être diagnostiqués avec une détection de la fucosidase six mois avant la détection par échographie. Les patients avec une fucosidase préopératoire supérieure à 35 U/L ont un taux de survie sans récidive et un taux de survie globale inférieurs à ceux avec une fucosidase préopératoire inférieure à 35 U/L . Par conséquent, la fucosidase sérique est d’une grande importance pour juger de l’effet du traitement, du pronostic et de la récidive du cancer du foie. Les faibles taux de fucosidase alpha sont associés de manière significative à une survie globale plus longue dans les cancers de l'oesophage, ce qui indique que la fucosidase alpha est un biomarqueur pronostique potentiel à long terme chez les patients atteints de cancer de l'oesophage à un stade précoce. Cependant, les taux sériques de fucosidase sont également légèrement élevés dans certaines affections non néoplasiques telles que la cirrhose, l'hépatite chronique et les hémorragies gastro-intestinales . Actuellement, la combinaison des biomarqueurs fucosidase  et d'alpha foetoprotéine est utilisée dans le diagnostic du cancer du foie, ce qui améliore la spécificité du diagnostic et rend le diagnostic plus stable et fiable pour les groupes à haut risque tels que l’hépatite et la cirrhose.

### Lactate déshydrogénase
Les lactates déshydrogénases catalysent la conversion du pyruvate en lactate et vice-versa dont il existe deux isoformes, la lactate déshydrogénase A et la lactate déshydrogénase B. La lactate déshydrogénase B est plus efficace pour convertir le lactate en pyruvate que la lactate déshydrogénase A dont l'efficacité est inverse,. De multiples facteurs comme le gène oncogène Myc ou le facteur induit par l'hypoxie stimulent la transcription de la lactate déshydrogénase A expliquant son taux élevé dans la plupart des tissus tumoraux.
Le taux sérique de lactate déshydrogénase est considéré comme un facteur prédictif principal du pronostic dans les cancers métastasés du mélanome, du rein et du cancer colorectal. Une étude sur près de 23 000 patients a montré un lien étroit entre la survie globale et le taux sérique de lactate déshydrogénase dans le mélanome, le cancer du rein et de la prostate. Les mêmes conclusions sont tirées d'une étude sur les patients atteint de métastase cérébrale . Le taux sanguin de lactate déshydrogénase est utilisé pour surveiller les traitements et peut servir de guide dans le traitement de plusieurs  cancers ,,,.
La lactate déshydrogénase est surtout utile pour  l’évaluation de l’efficacité d'un traitement et pour la prise en charge des métastases.

### CA 72-4
Le CA 72-4 (Carbohydrate antigen 72-4 ) est un antigène embryonnaire mucinique trouvé dans les métastases hépatiques du cancer du sein en 1981 et est fortement exprimé dans l'adénocarcinome humain .

## Exemples
- L'hCG, entre autres pour certains séminomes.
- Le CA 15.3, pour le cancer du sein.
- Le CA 19.9 pour le cancer du pancréas
- Le CA 125 pour le cancer de l'ovaire
- Le CYFRA 21-1 pour le carcinome épidermoïde pulmonaire ou de la vessie.

## Intérêt
Un marqueur tumoral n'est jamais totalement spécifique d'un certain cancer, il ne peut donc pas servir au diagnostic de certitude. Son dosage  est intéressant dans le suivi du cancer, car il peut reflèter la masse tumorale : par exemple, si un traitement est efficace, le marqueur devrait diminuer ; si la maladie récidive, le marqueur monte.
Certains marqueurs moléculaires peuvent faire l'objet de ciblage thérapeutique grâce au Profilage moléculaire des tumeurs.

## Limites
Le marqueur tumoral n'est qu'un des moyens de juger de l'évolution du cancer. Il est parfois pris en défaut : le marqueur semble monter, alors que la maladie ne récidive pas. Il est bien plus important de suivre les symptômes des patients, et d'utiliser conjointement d'autres éléments diagnostiques (radiographies, examen clinique, etc.) que le simple résultat du marqueur.

## Sources de l'article
- Cet article est une traduction incomplète de l'article Zhou, Y., Tao, L., Qiu, J. et al. Tumor biomarkers for diagnosis, prognosis and targeted therapy. Sig Transduct Target Ther 9, 132 (2024). https://doi.org/10.1038/s41392-024-01823-2 paru sous licence Creative Commons Attribution 4.0 International